# Bactrocera neoelegantula
Bactrocera neoelegantula är en tvåvingeart som beskrevs av White 1999. Bactrocera neoelegantula ingår i släktet Bactrocera och familjen borrflugor. Inga underarter finns listade.